# Arbeitsgericht Rosenberg
Das Arbeitsgericht Rosenberg war ein Gericht der Arbeitsgerichtsbarkeit mit Sitz in Rosenberg.

## Geschichte
Gemäß Arbeitsgerichtsgesetz vom 23. Dezember 1926 wurden in Deutschland Arbeitsgerichte gebildet. Diese waren nur in der ersten Instanz organisatorisch selbstständige Gerichte, die Landesarbeitsgerichte waren den Landgerichten zugeordnet. Am Landgericht Elbing entstand so 1927 das Landesarbeitsgericht Elbing als eines von zwei Landesarbeitsgerichten im Bezirk des Oberlandesgerichtes Marienwerder. In Rosenberg entstand das Arbeitsgericht Rosenberg. Sein Sprengel umfasste die Bezirke der Amtsgerichte Deutsch Eylau, Riesenburg und Rosenberg. Es bestand eine gemeinsame Kammer für Arbeiter und Angestellte und eine Kammer für Handwerk.
Nach der Besetzung Deutschlands durch die Alliierten wurden 1945 die Deutschen vertrieben, und die Geschichte des Arbeitsgerichtes Rosenberg endete.